# Bandiera (Mongolia Interna)
Una bandiera (旗S, qíP) è una suddivisione amministrativa di terzo livello della regione autonoma della Mongolia Interna, in Cina.
Le bandiere quindi sono paragonabili alle contee nella gerarchia generale dell'amministrazione cinese. Quindi esse dipendono dalle suddivisioni di livello-prefettura, che in Mongolia Interna sono rappresentate da città-prefettura e da leghe.
In Mongolia Interna vi sono 49 bandiere individuali. Esistono anche 3 bandiere autonome, che sono delle bandiere di tipo speciale in quanto aventi dei gruppi etnici minoritari rispetto a han e mongoli. 